# Латера (Витербо)
Латера (итал. Latera) је насеље у Италији у округу Витербо, региону Лацио.
Према процени из 2011. у насељу је живело 806 становника. Насеље се налази на надморској висини од 521 м.

## Становништво
Према резултатима пописа становништва 2011. у општини је живело 933 становника.
| 1931. | 1936. | 1951. | 1961. | 1971. | 1981. | 1991. | 2001. | 2011. |
| ----- | ----- | ----- | ----- | ----- | ----- | ----- | ----- | ----- |
| 1.875 | 1.820 | 1.775 | 1.709 | 1.410 | 1.236 | 1.150 | 1.023 | 933   |